# 恋文横丁

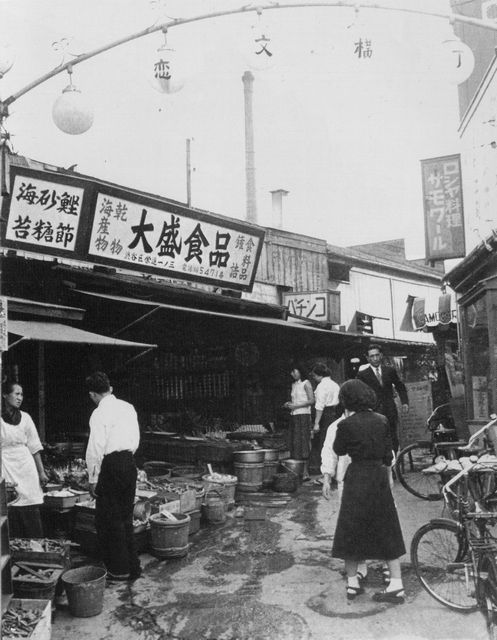
1953年のアサヒグラフに掲載された恋文横丁。ロシア料理店のサモワールの看板も見える。

恋文横丁（こいぶみよこちょう）とは、かつて東京都渋谷区・道玄坂に存在した小規模な商店街である。丹羽文雄の小説『恋文』の舞台となったことからその名がついた。

## 概要
第二次世界大戦後、渋谷には闇市が形成され、道玄坂と文化村通りに挟まれた地域にも「道玄坂百貨街」をはじめとするバラック街が出現した。1948年、元陸軍将校の菅谷篤二がこの地に古物商を開業し、英語が堪能だったことから、米兵への恋文の代筆業を始めた。やがてこのエピソードをもとに、作家の丹羽文雄が小説『恋文』を執筆し、1953年には女優・田中絹代による同作の映画化も行われた。作品の反響とともに、すずらん横丁と呼ばれていた一角は「恋文横丁」と称されるようになった。
恋文横丁には古着屋や飲食店が多く集まり、中でも餃子を提供する店舗が多かったことから「ギョーザ横丁」とも呼ばれた。日本の餃子は恋文横丁から広まったとする説もある。
恋文横丁の名称は、当初は道玄坂百貨街の飲食店街を指していたが、次第に周辺の商店街にも広まり、境界は曖昧となっていった。
土地の所有者である松竹株式会社との裁判の末、1962年に立ち退きが始まり、一部の店舗は営業を継続したが、1965年の火災により全域が焼失。恋文横丁はその姿を消した。跡地には再開発を経て「ヤマダデンキ LABI 渋谷店」や「渋谷プライム」などのビルが建てられている。
1979年には、かつてこの地に恋文横丁が存在したことを後世に伝えるため、地元薬局の店主により標柱と看板が設置された。現在はステンレス製の標柱が1本、現地に残されている。

## 歴史

### 戦前

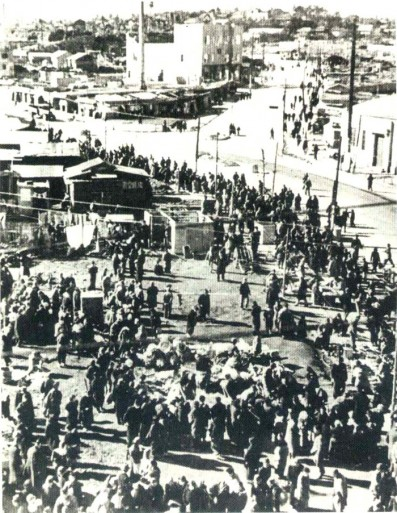
渋谷駅前に形成された闇市。奥のY字路の先がエネルギッシュな三角地帯に当たる。1945年。

1908年、道玄坂の商店街には電灯が引かれておらず、夜になると薄暗くなっていた。商店街は夜にも客を呼び込むために露天商を呼びこむことにし、道玄坂には夜店が出るようになった。1918年（大正7年）ごろになると逆に露店商が場所代を払うほど盛況となっていた。1921年の朝日新聞の報道によれば、道玄坂の通りには一日に人が約16000人、荷車が約3000台通り日本一の混雑とされていた。この背景には、第一次世界大戦後の軍需産業の発展によって庶民の所得が増加し、中間層が拡大したことがある。新たに生まれた消費需要の受け皿として、鉄道などの交通インフラが整備されていた渋谷が、その役割を担うようになったことが大きな要因と考えられている。

### 空襲と復興
第二次世界大戦中の1945年5月25日、渋谷は山の手大空襲で焼夷弾攻撃を受けた。周辺で焼け残った建物は映画館の道玄坂キネマのみであった。戦後には闇市が形成された。闇市で商売を営んでいたのは元から商いを生業としていた者の他に復員した軍人や海外からの引揚者も数多くいた。
闇市研究の先駆者である松平誠は、道玄坂と文化村通りに挟まれた一帯を「エネルギッシュな三角地帯」と呼んだ。三角地帯には丸國マーケット、道玄坂百貨街、フクヤデパートといったマーケットが形成された。その中でも道玄坂百貨街は最も大きなマーケットであり、一部は焼け落ちた道玄坂キネマの内部を占拠して建設された。

### 恋文の代筆業
1948年（昭和23年）、道玄坂百貨街に元陸軍将校の菅谷篤二が古物屋を開業した。ある日外国語が堪能であった菅谷は客の女性に頼まれ手紙の翻訳を行い、やがて恋文の代筆屋が本業となった。客の中には丹羽文雄の夫人の姿もあった。

### 小説化、そして映画化
1953年（昭和28年）、作家の丹羽文雄は道玄坂百貨街のすずらん横丁を舞台とした小説『恋文』を、同年2月から4月にかけて朝日新聞の夕刊で連載した。物語は、戦争から帰還した主人公が、恋文の代筆業を営む友人の手伝いをしながら、生き別れとなった女性を探すという内容であった。この小説は反響を呼び、すずらん横丁には「恋文横丁」と書かれた鈴蘭灯が掲げられた。丹羽は、自身の小説の題名が地名として残ったことについて「作家冥利に尽きる。下手な文学碑を建てられるよりも嬉しい」と述べている。丹羽の妻である綾子は自著『夫婦の年季』で、ときどき夫にタイトル案を求められることがあり、「恋文」もその一つであったと述べている。

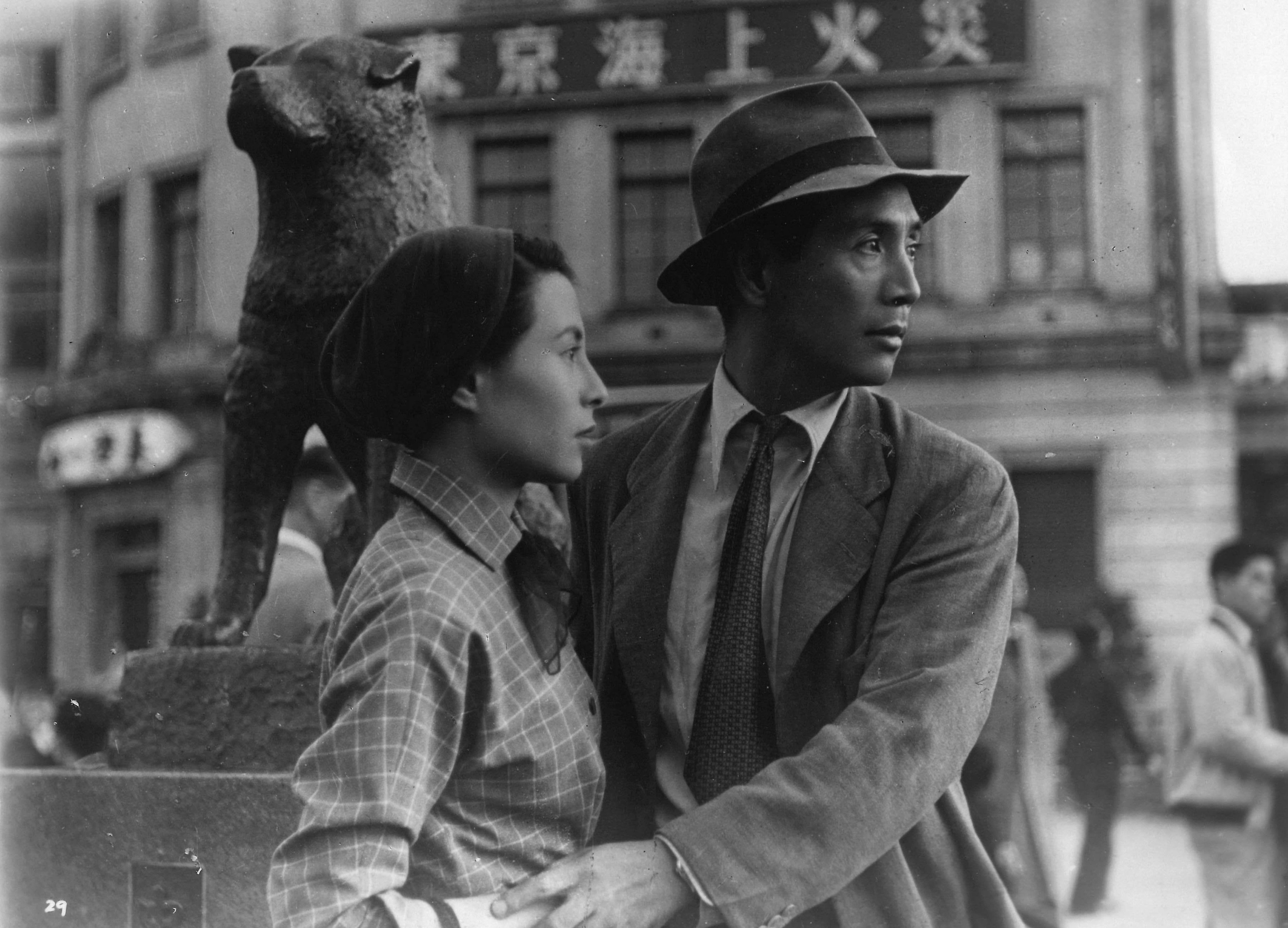
映画「恋文」

1953年12月には、女優の田中絹代による初監督作品として小説『恋文』が映画化された。劇中で菅谷篤二に相当する役は宇野重吉が演じ、菅谷本人も手紙を書く手本の場面でアップシーンのみ出演している。この映画の公開により、恋文横丁や菅谷の存在は広く知られるようになり、当時の渋谷の観光名所の一つとなった。また、菅谷の手紙店には多くの注文が寄せられ、朝から晩まで手紙の代筆に追われるようになったという。

### 裁判と立ち退き
道玄坂百貨街（後の恋文横丁）の土地は、もともとは渋谷相互クラブの所有であった。戦時中は防空法の防空施設として東京都が接収しており、終戦後の当時の渋谷区長がこの土地に無断でマーケットを設け、引揚者などに貸し出していた。防空法廃止後の1947年に渋谷相互クラブに土地が返還され同年渋谷相互クラブは解散、大株主であった松竹株式会社が引き継いだが、マーケットの店舗からは土地代を支払われておらず1947年以降は不法占拠状態となっていた。
1951年、松竹は当時の渋谷区長および東京都を相手取り、土地の明け渡しを求める裁判を起こした。これに対し、マーケット側は当初「百貨街・裁判対策委員会」という名称で団結していたが、「堅苦しい」との声が上がり、当時ヒットしていた映画『恋文』にちなみ、「恋文横丁協同組合」へと名称を変更している。その後、裁判と交渉を経て、松竹・東京都・恋文横丁協同組合の三者は、1960年までに土地を明け渡すことで合意した。
1958年（昭和33年）、恋文横丁協同組合は上智大学の寺田四郎博士の協力のもとで松竹との売買交渉に入った。1959年には松竹の大谷会長が「使用目的のない土地だから売却してもよい」と発言したと恋文横丁は主張している（ただし松竹側はこれを否定している）。1960年に入ると、松竹側は過去の裁判判決に基づき強制執行を行うと通告する。これに対し恋文横丁側は、「交渉の進展により状況が変化している」として、強制執行の停止を求めて再び東京地方裁判所に提訴した。同年11月には、恋文横丁側が松竹本社前で「土地を適正価格で売却するよう」求めるデモを行う。また、恋文横丁の存続を求めて署名活動を展開し1週間で25000人もの署名を集めた。こうした交渉の末、1961年2月に両者は和解に達し、1962年2月までに居住者の立ち退きを行うこと、恋文横丁協同組合は土地を2億7500万円で松竹から正式に購入することが決定した。
恋文横丁協同組合は、共同ビルの建設を計画していたが、莫大な土地代を負担しきれず、計画は頓挫。最終的には土地を第三者に売却することとなった。その後、1962年1月22日ごろから店舗の閉店が始まり、多くの店は近隣へ移転していったが、10軒ほどの店は立ち退きに応じずそのまま営業を続けた。

### 再開発
1962年6月に長谷川工務店が土地を購入し1963年7月に長谷川スカイラインビルが竣工。長谷川スカイラインビルは2008年に建て替えられ「ヤマダデンキ LABI 渋谷店」となっている。
1962年8月、三角地帯の地権者や借家人たちは、前年に施行された防災建築街区造成法に基づき、「道玄坂防災建築街区造成組合」を結成。街区全体を一体化したビルに再開発する「道玄坂センタービル」の建設計画を進めた。この計画は権利関係が複雑で中々話が進まなかった。
1965年3月30日、道玄坂百貨街から出火、戦後のバラックを改装したままの木造店舗が密集していたため火はたちまち燃え広がり恋文横丁は全焼した。この火災が契機となり周辺の再開発計画が進んでいった。
街区全体は3つのブロックに分けて段階的に開発されることになり、まず1967年頃には「緑屋ビル」が建設された。緑屋は後に業態転換し、1985年に「ザ・プライム」としてリニューアルオープンしている。次いで、1971年には三角地帯南西部に「道玄坂センタービル」が完成。最後に、東側の「丸國マーケット」は権利関係の調整に時間を要したものの、1976年に合意に達し、1979年には「渋谷109」が開業した。

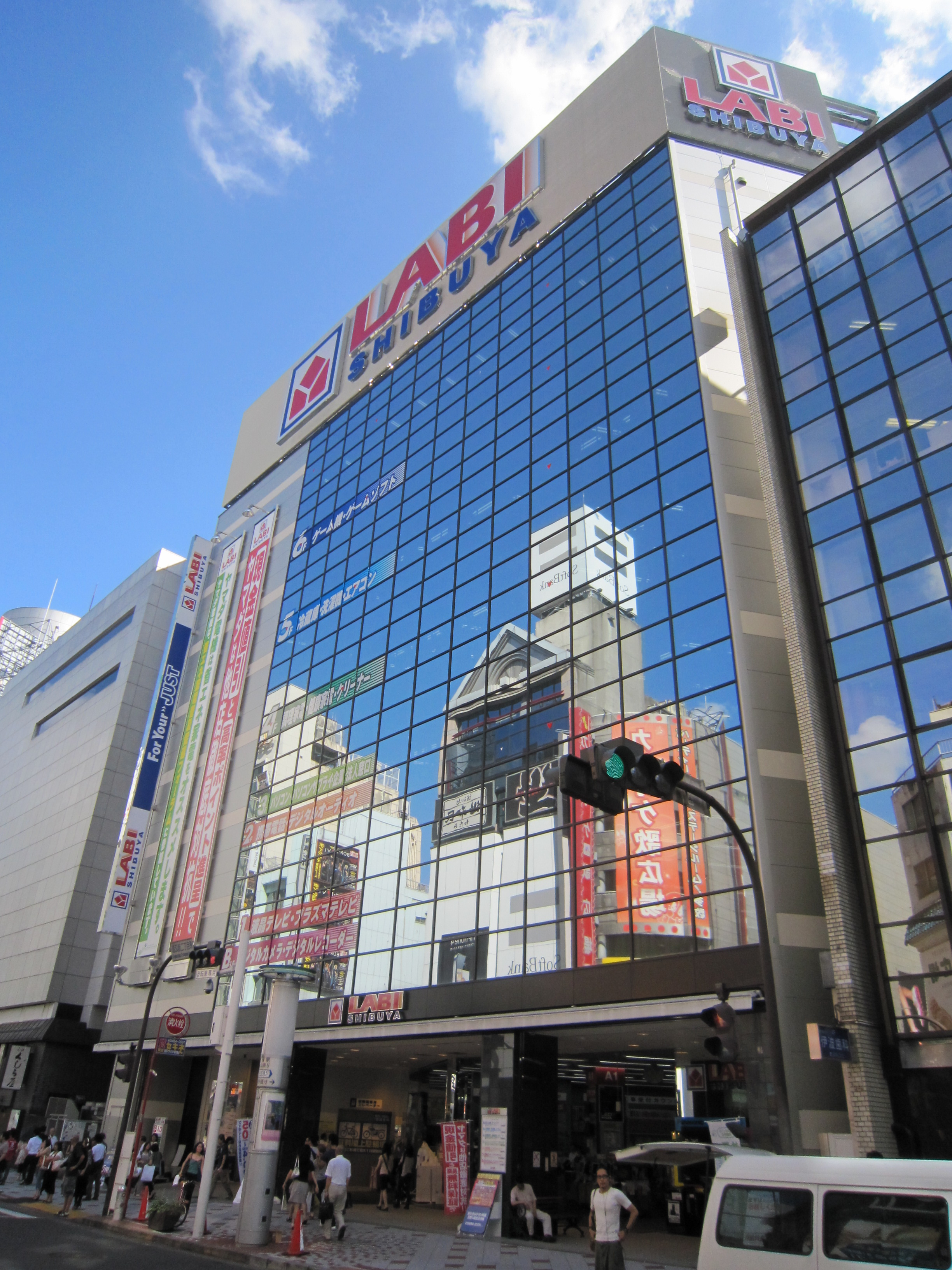
ヤマダデンキ LABI 渋谷店
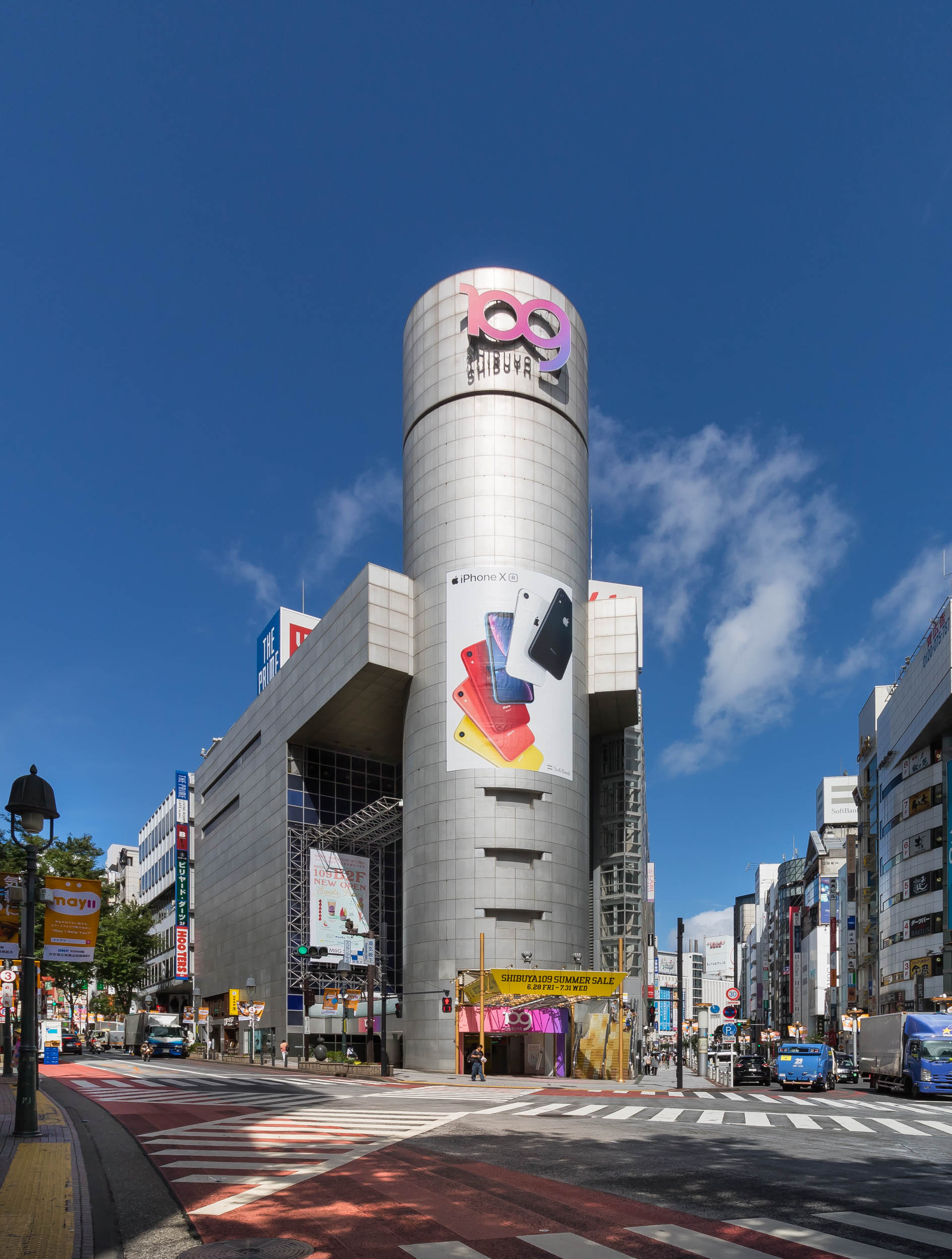
渋谷109
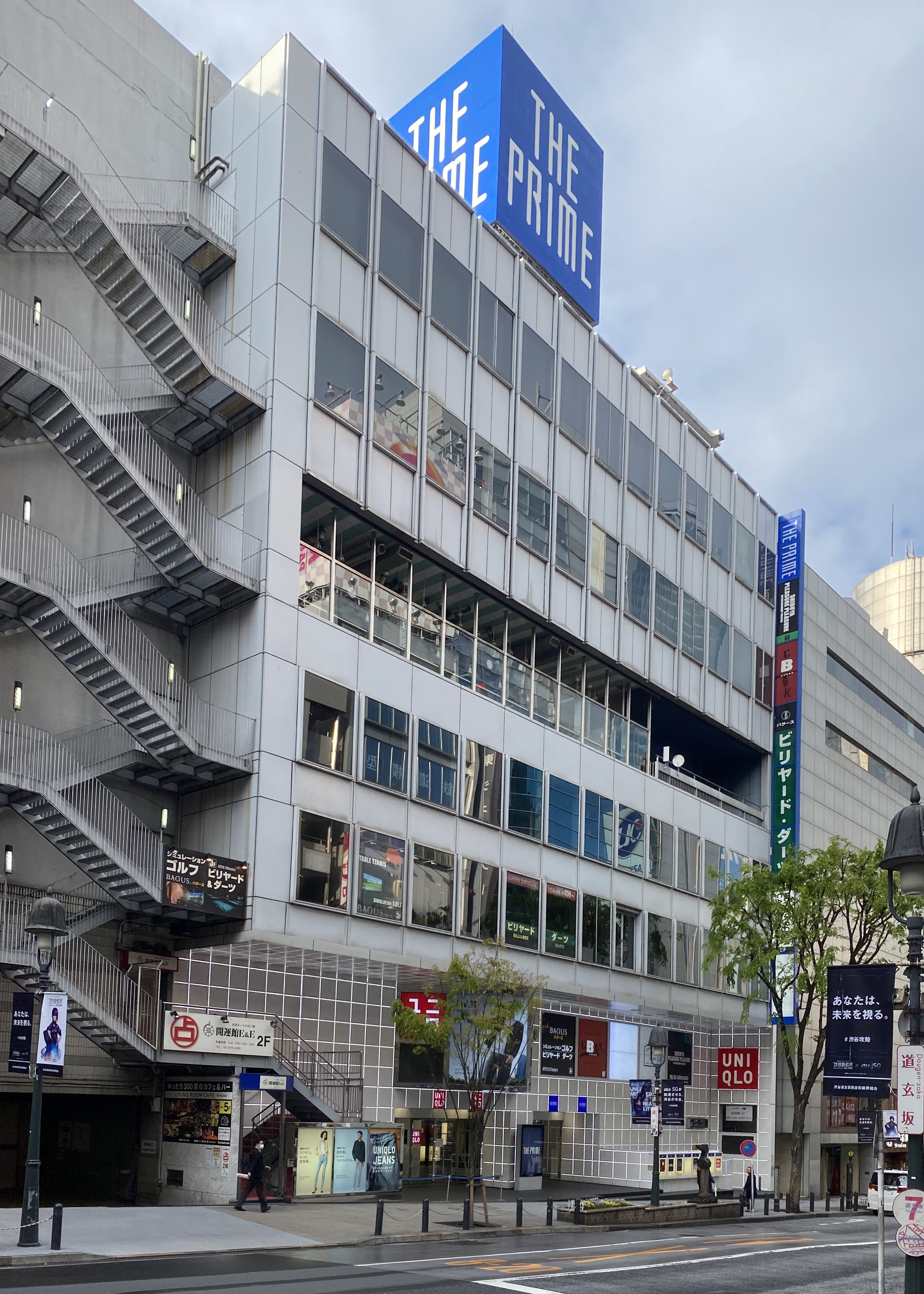
渋谷プライム

## 消滅後の恋文横丁

### 看板と標柱の設置
1979年（昭和54年）、美美薬局の店主である藤沢臣明は、かつてこの地に恋文横丁という場所が存在したことを後世に伝える必要があると考え、「恋文横丁此処にありき」と記された標柱を設置し、薬局の壁には同じ文言を掲げた大きな看板を取り付けた。
この看板には、戦後の混乱期を生きた恋文横丁の店主たちの姿が記されており、「希望と繁栄とロマンを求め、その小路を恋文横丁と名づけた」と結ばれていた。看板と薬局は2006年頃に取り壊された。
木製の標柱は2008年の「ヤマダデンキ LABI 渋谷店」の建設で一時的に撤去されたが再設置されている。その後、経年劣化により状態が悪化したため、2017年には東京都行政書士会によってステンレス製の新しい標柱が設置された。この建て替えは、行政書士が公的文書を依頼により作成する職業であり、恋文の代筆業との共通性を見出したことによるものである。

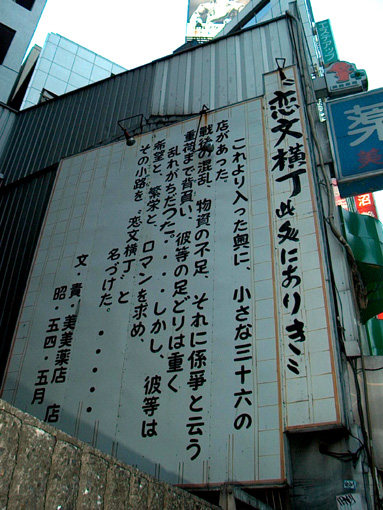
恋文横丁の看板
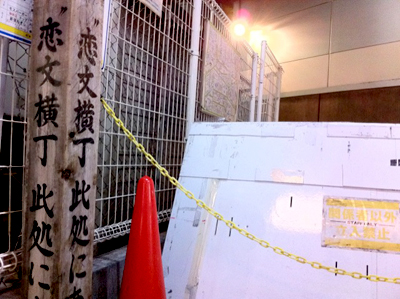
恋文横丁の標柱（初代）
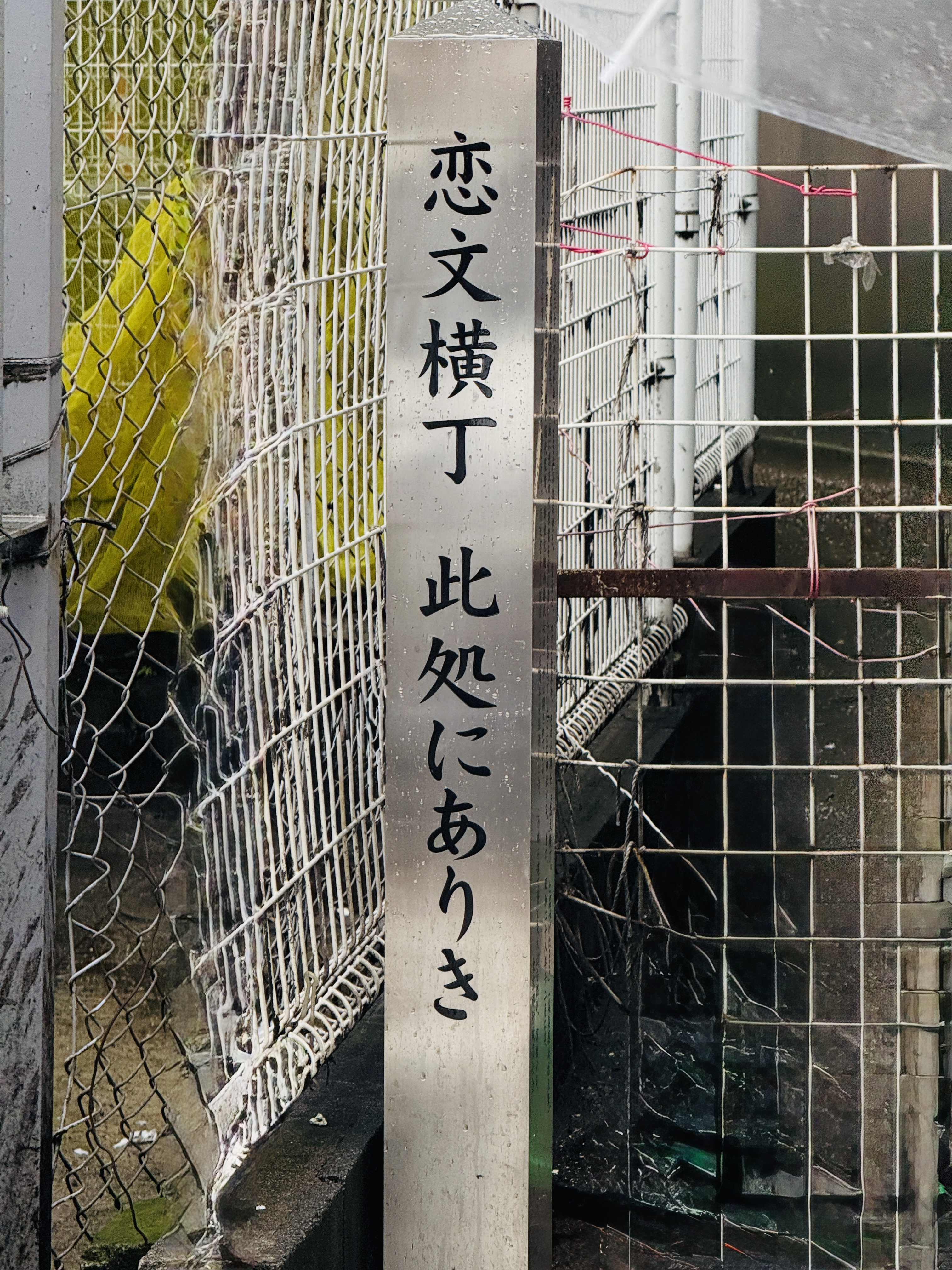
恋文横丁の標柱(2代目)

### 恋愛成就の都市伝説
1998年、渋谷センター街に「恋文食堂」というレストランが開店した。かつてこの地にあった「恋文横丁」にちなんだ店名で、外観は郵便ポストを模したデザインだった。店内では便せんや切手が販売されており、実際に投函できるポストも設置されていた。このポストから恋文を出すと恋が成就すると噂され、若い女性を中心に人気を集めた。店長によると、1日に5通から10通ほどの手紙が投函されており、従業員が近隣の郵便局に届けていたという。郵便規則第65条によりポストの設置には許可が必要とされているが、日本郵政公社は同店のポストについて、営利目的ではないとして黙認していた。2005年に恋文食堂は閉店したが、「恋文横丁の近くのポストからラブレターを出すと恋が叶う」という噂が残った。

## 手紙の店

### 背景

#### 国際恋愛の機運

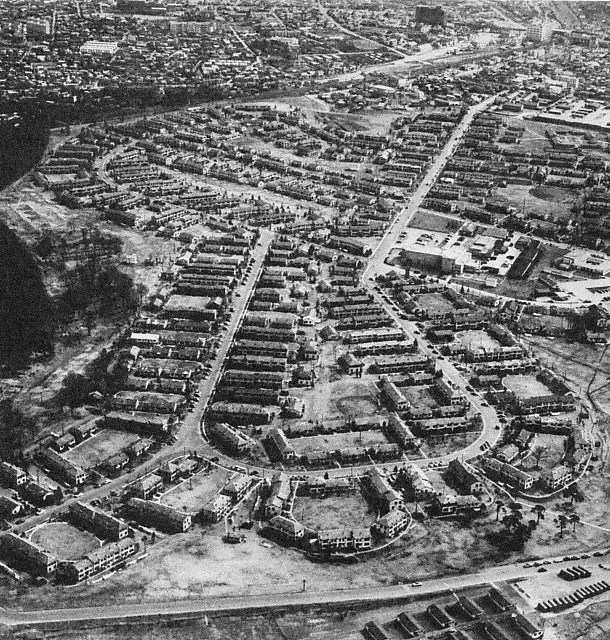
ワシントンハイツ

道玄坂の近くには、かつて米軍の兵舎や家族用の宿舎が置かれていた「ワシントンハイツ」が存在し、戦後の渋谷には多くの米兵が滞在していた。古くから花街のあった道玄坂では、やがて米兵を相手に客引きをする女性たちが現れるようになる。米兵たちはチョコレートや化粧品といった当時の日本では貴重な物資を彼女たちに与え、女性たちは月収1800円が一般的だった時代に、10000円を超える収入を得る者もいたという。こうした女性たちは「パンパン」と呼ばれ、その数は増加。1950年に朝鮮戦争が勃発すると、駐留米軍の増加に伴い、この傾向はいっそう顕著になっていった。

### 手紙の店
手紙の店の主であった菅谷篤二は、タイから引き揚げてきた元陸軍将校であった。戦後、生活のために商いを始めることを決意し、交通の便の良さから渋谷に注目した。資金を工面するためにさまざまな所有物を売却し、道玄坂百貨街のマーケットを購入した。当初は商品を仕入れる資金も乏しく、自身の軍服や家庭にあった小道具などを販売して営業を始めた。

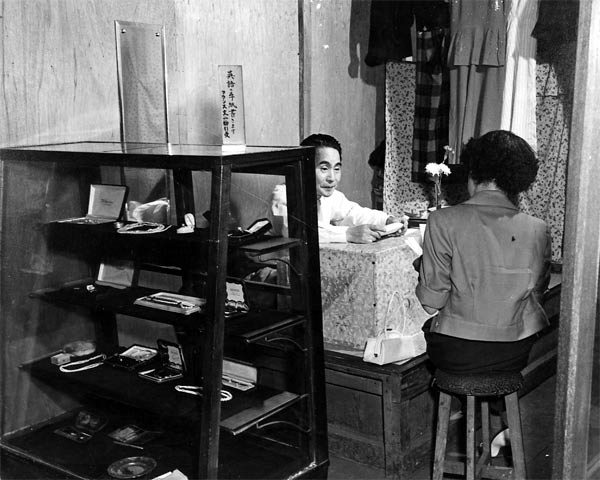
手紙の店の店内

軍服は好調な売れ行きを見せ、やがて同期生や上官からの委託販売も請け負うようになった。その後、ネックレスや貴金属なども持ち込まれるようになり、ワシントンハイツに住む米軍関係者の夫人たちが買いに訪れた。現金を持たない客に対しては、着ていた服や靴との物々交換も行い、それらは再び店頭に並べられた。店はアメリカからもたらされた高価な衣服を目当てに訪れる日本人女性で賑わい、彼女たちの背後には米兵の存在があった。英語に堪能だった菅谷は、次第に米兵との恋文の翻訳や代筆を依頼されるようになった。やがて、妊娠を機に米兵に捨てられる女性が現れるなど、深刻な事態も起こるようになり、菅谷は「女性たちを手助けしなければならない」と感じるようになったと語っている。
菅谷の恋文代筆は単なる文章の代行にとどまらず、依頼者の目的に応じた戦略的な助言を伴うものだった。まず依頼女性に対し、目的が「結婚」か「金銭」かを確認し、それぞれに応じた手紙を作成した。
結婚が目的の場合、あえて一定期間手紙を出さず相手の不安を煽る戦術や、相手の帰国後も関係を継続させるために、米兵本人だけでなく、彼の母親、上司、さらには地元の牧師などにも手紙を送るといった方法をとった。
一方で、金銭が目的の場合には、米兵が年に二度の長期休暇を取るタイミングに合わせ、少なくとも半年間は関係を維持できるような内容の手紙を心がけていた。
1965年、火災によって恋文横丁が焼失すると、菅谷はしばらくの間テントを張って営業を続けた、その後、近隣の百軒店に拠点を移し、「菅谷商店」の看板を掲げて代筆業を継続した。1975年のベトナム戦争終結以降は、米兵との恋文の需要が減少し、大学生の卒業論文など学術文書の翻訳が主な業務となった。菅谷は1985年に80歳で死去するまで代筆業を続け、生涯で数万通に及ぶ手紙を綴ったとされる。その中で成就したカップルは300組を超えるという。

## 特徴

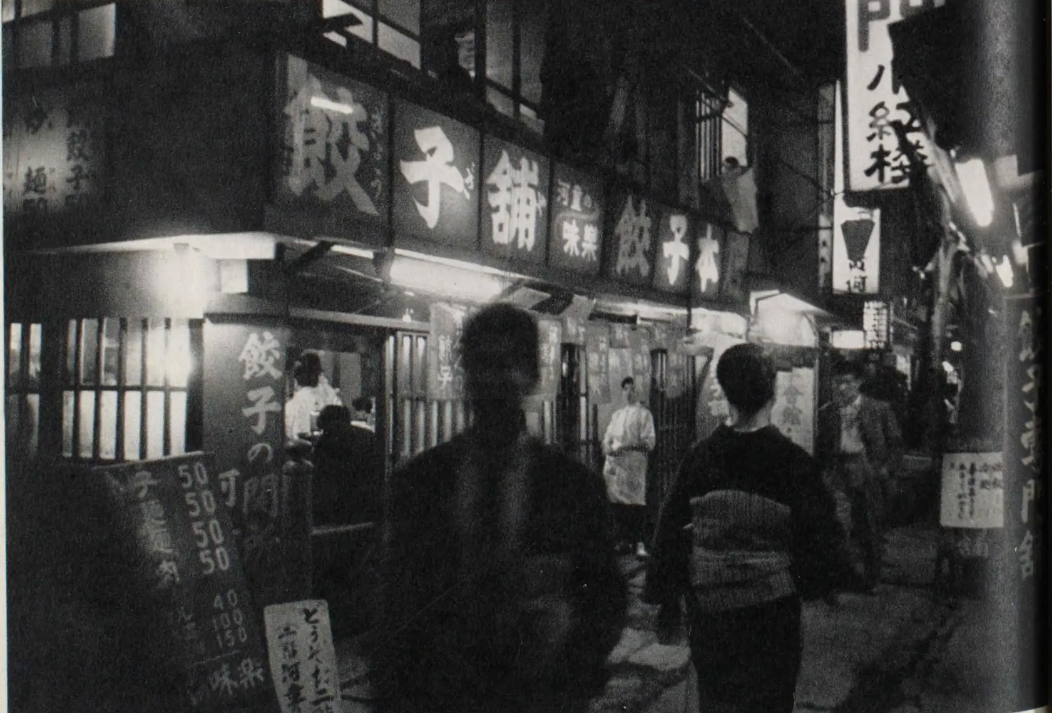
恋文横丁にあった「味楽」

映画の公開で恋文横丁が有名になった1953年ごろは、約五十軒の古着屋の中にパチンコ店が賑やかな音を響かせているような街であった。1958年の火災保険特殊地図によると、南側の道玄坂に沿う一帯に古着屋が密集、北側の文化村通り沿いや恋文横丁の内側では飲み屋が多かった。北島三郎は、デビュー前の数年間恋文横丁で流しの仕事を行い生計を立てており、デビュー曲の「ブンガチャ節」は、渋谷の流しの間で流行っていた「キュキュキュ節」を編曲したものとなっている。また、将棋棋士の高柳敏夫が開いた将棋道場があり、窓ガラス越しに対局を見物する者が後を絶たなかった。

### 餃子の街
恋文横丁では餃子の人気が高く、「餃子舗カッパの味楽」「餃子会館」「大黄河」などの餃子専門店が軒を連ねていた。そのため「ギョーザ横丁」とも呼ばれた。
プロ野球選手の王貞治は「ギョーザを食べるとホームランが打てる」と語り、足繁く通っていたという逸話も残る。米川泰夫は、恋文横丁にあった餃子店「友楽」の味に惚れ込みシェフをスカウト、府中市に餃子専門店の「米川」を開業している。
美美薬店の店主・藤沢臣明によれば、全36店舗のうち11店舗が餃子店であり、恋文横丁の“真の主人公”は、最初に餃子店「珉珉」を開いた高橋通博であったと述べている。
日本の餃子の発祥は諸説あるが、最も有力とされるのが「渋谷発祥説」である。その根拠として良くあげられるものが古川ロッパの『ロッパ悲食記』に書かれた、「ギョーザ屋は戦後に出現したもので、最も早かったのが渋谷のバラック街の有楽、つづいて珉珉であった。」という記述である。当時餃子は庶民に浸透しておらず、「鮫子」と間違えられる有様であった。渋谷から始まった餃子ブームによって全国に広がったと考えられている。

### 主な飲食店

#### 珉珉羊肉館
恋文横丁の餃子文化の火付け役となったのは、高橋通博による「珉珉」である。高橋は満州から日本に引き揚げてきた人物で、昭和20年代に百軒店に「有楽」という店を開業、現地で親しまれていた餃子を売り始めた。1952年（昭和27年）には訳あって有楽を兄弟に譲り恋文横丁に新たに「珉珉」を開く。安価でボリュームのある焼き餃子は看板商品として人気を博した。その人気を背景に、同じく満州からの引揚者たちは次々と餃子店へと転業、「ギョーザ横丁」と呼ばれるほどにまで成長した。珉珉は1965年の火災後、1967年に珉珉羊肉館と改称して道玄坂二丁目へ移転し、2008年ごろまで営業を続けた。

#### 玉久
玉久は恋文横丁の脇にあった居酒屋で、無類の酒好きとして知られた棋士の芹沢博文が最も通った店でもあった。奥野信太郎は魚の新鮮さを高く評価し渋谷名物のひとつであると評した。
闇市時代から存在しており、渋谷109の建設時にも立ち退きを拒否、木造の平屋で恋文横丁の店舗で唯一営業を続けていた。2002年に自社ビルの玉久ビルに建て替え8階と9階で営業し続けたが、2020年に惜しまれつつ閉店した。

#### サモワール
1950年に恋文横丁に開店した都内最古のロシア料理店。店名はロシアの湯沸かし器「サモワール」に由来する。創業者の酒井宗武は日露戦争末期にロシア人の捕虜たちが働いていた養種園に育ち、戦前にロシアで生活していた時期もある人物である。
引揚者の中には満州や大連でロシア料理に親しんだものも多く店は繁盛、常連客には思想家の清水幾多郎や評論家の戸川エマらがいた。恋文横丁の土地問題が起こると円山町に移転、2006年には世田谷区の三宿に移転している。

#### 麗郷
1955年に恋文横丁に開店した台湾料理店。恋文横丁取り壊しの際に道玄坂小路に移転している。店舗は1978年に完成した地下一階、地上三階建てのレンガ調の建物であり、その立体的なY字路はマニアからの評価も高いという。

## 恋文横丁を扱った作品

### 小説
- 『恋文横丁 八祥亭』立川談四楼 2022年[53]

### 漫画
- 『美味しんぼ』「トンカツ慕情」 雁屋哲
  - 単行本11巻に収録。美味しんぼの中でも屈指の名エピソードとされる。作中に登場するとんかつ店「トンカツ大王」は恋文横丁にあったと描写されている[54]。
- 『注射禁止』 望月あきら
  - 「恋文横丁」というエピソードが3話にわたって収録[55]。手紙の店も登場する。

### アニメ
- 『アイドル天使ようこそようこ』[56]

### 楽曲
- 『思い出の恋文横丁』 歌：藤島桓夫 作詞：十村哲 作曲：飯田景応 1961年[57][37]
- 『恋文横丁』 歌：三善英史 作詞：千家和也 作曲：浜圭介 編曲：近藤進 1973年
- 『恋文横丁』 歌：ピーカブー（藤島新、黒沢裕一）作詞：松本隆 作曲：筒美京平 編曲：船山基紀 1977年[58]